# Sport Lisboa e Benfica (calcio a 5)
Lo Sport Lisboa e Benfica è una squadra professionistica di calcio a 5 del Portogallo, si tratta della sezione calcio a 5 della più conosciuta Benfica.

## Storia
La formazione è una delle più prestigiose del Portogallo, gioca nel Campeonato Nacional de Futsal dove, nella sua storia, ha vinto già cinque titoli nazionali, quattro coppe e tre supercoppe. Nella stagione 2009/2010 la squadra portoghese ha compiuto l'impresa di vincere seppure in casa la prima Coppa UEFA per una formazione lusitana, battendo in finale gli spagnoli dell'InterMovistar per 3-2 dopo i supplementari.

## Palmarès

### Competizioni nazionali
- Campionato portoghese: 8

2002-03, 2004-05, 2006-07, 2007-08, 2008-09, 2011-12, 2014-15, 2018-19
- Taça de Portugal: 7

2002-03, 2004-05, 2006-07, 2008-09, 2011-12, 2014-15, 2016-17
- Taça da Liga: 2

2017-18, 2018-19
- Supertaça de Portugal: 8

2003, 2006, 2007, 2009, 2011, 2012, 2015, 2016

### Competizioni internazionali
- Coppa UEFA: 1

2009-10